# Monticole à ventre marron
Monticola rufiventris
Espèce
Statut de conservation UICN

 LC  : Préoccupation mineure
Le Monticole à ventre marron (Monticola rufiventris) est une espèce de passereaux de la famille des Muscicapidae.

## Répartition
Cet oiseau se rencontre dans les pays suivants : Bangladesh, Bhoutan, Birmanie, Chine, Inde, Laos, Népal, Pakistan, Thaïlande, Viêt Nam.

## Habitat
Cet oiseau vit dans les forêts plutôt tempérées.

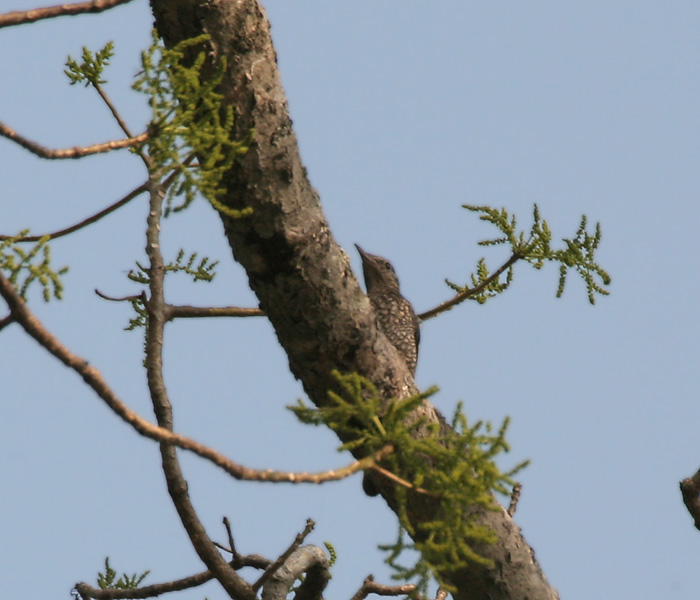
Femelle, parc national de Buxa de Jalpaiguri.
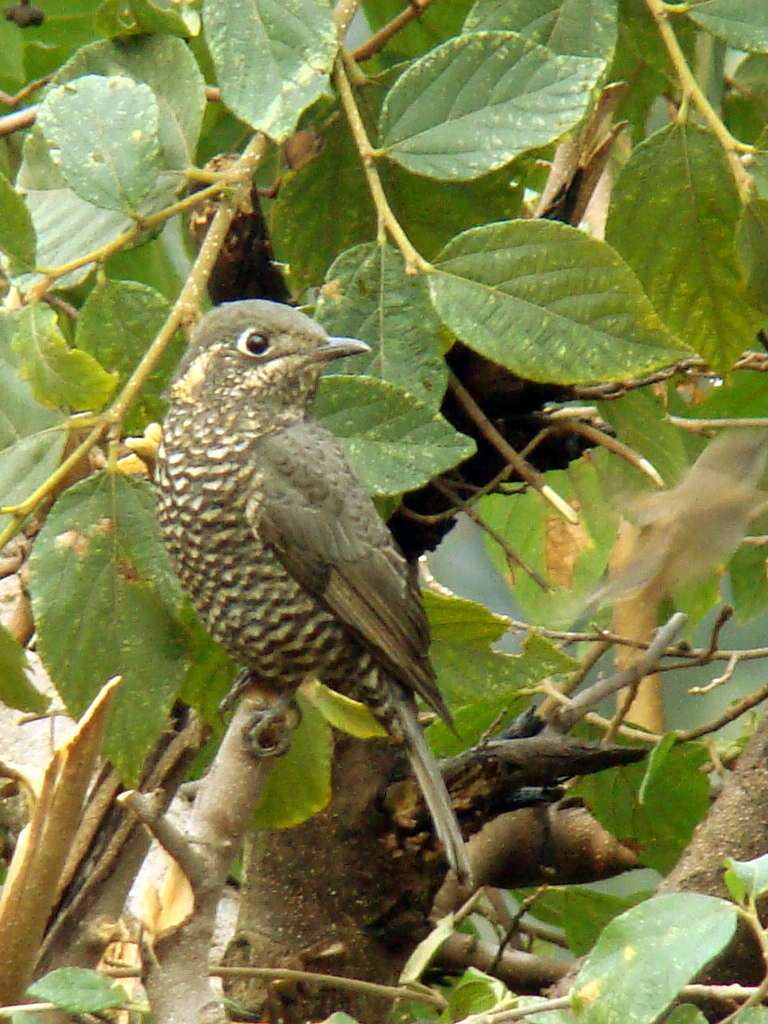
Femelle à Kausani en Inde.

## Systématique
Le nom valide complet (avec auteur) de ce taxon est Monticola rufiventris (Jardine & Selby, 1833).
L'espèce a été initialement classée dans le genre Petrocincla sous le protonyme Petrocincla rufiventris Jardine & Selby, 1833.
Ce taxon porte en français le nom vernaculaire ou normalisé suivant : Monticole à ventre marron.